# 亞瑟·里昂·費里曼特爾
阿瑟·詹姆斯·里昂·弗里曼特尔将军 （英語：Sir Arthur James Lyon Fremantle；1835年11月11日—1901年9月25日）是一名英国陆军军官，也是美国内战期间葛底斯堡战役的著名的英国目击者。在担任“上尉和中校”军衔期间，他在北美度过了三个月的时间（从 1863 年 4 月 2 日至 7 月 16 日）。期间他穿越了美利坚邦联国和联邦的部分地区。与普遍看法相反，弗里曼特尔中校并不是英国的官方代表。实际上，他更像是战争游客。

## 早年生活和职业生涯
弗里曼特尔出生于一个显赫的军人家庭。他的父亲约翰·弗里曼特尔中将曾指挥过冷溪卫队的一个营，曾在半岛战争和滑铁卢战役中服役，并在1807 年英国试图入侵布宜诺斯艾利斯期间担任约翰·怀特洛克中将的副官。亚瑟的中间名里昂来自他的母亲艾格尼丝·里昂。 “亚瑟”这一名字取自威灵顿公爵，后者是 1829 年父母婚礼的第一证婚人。
从桑德赫斯特皇家军事学院毕业后，亚瑟·弗里曼特尔于 1852 年入伍。 他首先在第 70 步兵团担任少尉，然后立即被调往第 52 步兵团。次年，弗里曼特尔成为冷溪卫队的少尉和中尉，并不断获得晋升，直到 1860 年，25 岁的他获得了所在军团的上尉军衔和陆军中校军衔。 
同年，弗里曼特尔被任命为直布罗陀总督威廉·科德林顿的助理军事部长。 1862 年 1 月，美国联邦海军追击专门袭击商船的邦联战舰CSS <i id="mwNw">萨姆特</i>号抵达直布罗陀港口。后者的指挥官拉斐尔·塞姆斯 (Raphael Semmes)试图修理和改装他的船。但是最终萨姆特号被出售，船员也被转移到新建的CSS阿拉巴马号上。 1862 年初的某个时候，年轻的英国上尉遇到了这位性格浮夸的邦联船长，塞姆斯在公海封锁和战斗的故事给他极大的启发。 
和他这一代的许多其他军官一样，包括加内特·沃尔斯利中校，弗里曼特尔对美国内战有着相当大的兴趣。然而，与大多数其他人不同的是，他决定去南方旅行，并于 1863 年申请休假。据他自己承认，由于他天生厌恶奴隶制，他最初同情联邦。但正如他在自己的书的序言中所说：
At the outbreak of the American war, in common with many of my countrymen, I felt very indifferent as to which side might win; but if I had any bias, my sympathies were rather in favour of the North, on account of the dislike which an Englishman naturally feels at the idea of Slavery. But soon a sentiment of great admiration for the gallantry and determination of the Southerners, together with the unhappy contrast afforded by the foolish bullying conduct of the Northerners, caused a complete revulsion in my feelings, and I was unable to repress a strong wish to go to America and see something of this wonderful struggle.
1863 年 3 月 2 日，弗里曼特尔上尉和中校乘坐邮船阿特拉托号离开英国。 

## 穿越德克萨斯州
为避免违反联邦的封锁，弗里曼特尔于4 月 2 日乘坐皇家海军护卫舰HMS Immortalité 号，经墨西哥塔毛利帕斯州马塔莫罗斯镇进入邦联境内。他越过格兰德河进入了德克萨斯州布朗斯维尔。 抵达邦联后的三个小时内，弗里曼特尔就目睹了“前线正义”。在路边他发现了一个名叫蒙哥马利的叛徒尸体，被剥了皮半埋在地里。 弗里曼特尔在布朗斯维尔待了近两周，并且偶尔跨越边境访问马塔莫罗斯和巴格达村， 在那里他结识了汉密尔顿·P·比将军以及几位协助墨西哥边境棉花贸易的商人和外交官。 弗里曼特尔在布朗斯维尔停留的部分原因可能是他希望见到约翰·B·马格鲁德将军，为了这个目的他还搞到一封介绍信。 然而，与马格鲁德的会面延误，弗里曼特尔于 4 月 13 日在他的一些商人朋友的陪伴下乘坐马车离开了布朗斯维尔。在日记中弗里曼特尔称他们的司机和他的助手萨金特先生和海德法官是特别令人难忘的人物，很大程度上这是因为弗里曼特尔对司法人员竟然在驿马车上工作感到惊讶。 后来，朗斯特里特将军回忆他在德克萨斯州服役期间也遇到过这两个人。 
离开布朗斯维尔后不久，弗里曼特尔终于见到了马格鲁德将军。此后，他开始穿越德克萨斯州南部的大草原，他在日记里如实地记录了他对鸡貂味道的印象， 德克萨斯妇女的吸鼻烟习惯， 以及他的司机和旅伴粗俗的语言。最终，他于4月24日抵达德克萨斯州圣安东尼奥。在那里他卖掉了大部分行李，然后前往德克萨斯州休斯顿，并于4月30日抵达那里。 在休斯顿，他与威廉·里德·斯库里将军共进晚餐。他注意到他所遇到的那些邦联军官对英国和女王极为赞赏，甚至提议为她的健康和帝国干杯。 弗里曼特尔此后快速穿越德克萨斯州剩余的乡村，因为有关路易斯安那州亚历山大局势的谣言开始传到他那里。 此外，对密西西比州维克斯堡的持续围困同样令人焦虑，因为占领该城市将使穿越密西西比河几乎成为不可能。 
5 月 2 日，弗里曼特尔出发前往德克萨斯州加尔维斯顿与德克萨斯独立之父萨姆·休斯顿会面。他发现这位年长的政治家虚荣、自负，而且举止刻薄、粗鲁。 这次会面发生在休斯顿去世前不到三个月，弗里曼特尔大概由此成为最后一位见到将军的外国访客之一。这位英国观察员最终于 5 月 8 日离开德克萨斯州，抵达路易斯安那州什里夫波特。在那里他受到了埃德蒙·柯比·史密斯将军和他的妻子的热情款待。 

## 从路易斯安那州到田纳西州
由于亚历山大局势的不确定性，弗里曼特尔在柯比·史密斯将军的建议下前往路易斯安那州门罗，试图从那里渡过密西西比河。 5 月 10 日早上，也就是弗里曼特尔的驿站马车抵达目的地的当天，旅客开始报告说这座城市已经陷落。在门罗本地，弗里曼特尔得知邦联军队在切斯勒斯维尔取得胜利，尽管当地人对这个消息并不感到兴奋。 石墙·杰克逊的受伤引起了一些担忧。 弗里曼特尔对南方人的高期望以及他们对敌人的蔑视持批评态度。弗里曼特尔在密西西比河上的一艘轮船上焦急等待，终于于 5 月 15 日渡河抵达密西西比州纳奇兹。 
弗里曼特尔从纳奇兹出发前往杰克逊，并于 5 月 18 日抵达杰克逊。由于该市几天前刚刚被疏散和袭击，弗里曼特尔受到了士兵和当地人的一些怀疑，他们对一名英国军官是否应该独自穿越南方表示怀疑。一名持枪的当地人甚至威胁这名外国游客，如果他无法证明自己的身份和证件，就将被处决。经过酒店里一群暴徒的“检查”，弗里曼特尔最终让一名南方联盟骑兵军官和一名爱尔兰医生相信了他的合法性，并被偷偷带走去见约瑟夫·E·约翰斯顿将军，后者接受了这位奇特的旅行者加入他的连队。弗里曼特尔在约翰斯顿附近停留了几天，得知杰克逊将军因切斯勒斯维尔受伤而死亡。 
弗里曼特尔的下一站是阿拉巴马州莫比尔，他于 5 月 25 日乘坐火车抵达那里。这段旅程颇为波折，路上一名铁路工程师开枪射杀了一名乘客。 在与达布尼·H·莫里将军一起考察了该市的防御工事后，弗里曼特尔短暂访问了邦联前首都蒙哥马利，然后于 5 月 28 日抵达田纳西州查塔努加。 在这里，弗里曼特尔见到了更多知名人物，包括威廉·J·哈迪将军和列奥尼达·波尔克将军，以及铜斑蛇党领袖克莱门特·瓦兰迪厄姆。 后来，弗里曼特尔还见到了布拉克斯顿·布拉格，布拉格为这个英国人提供了介绍信和通行证，允许他前往谢尔比维尔，他于第二天到达那里。 弗里曼特尔在这里逗留到 6 月 5 日，在哈迪将军、他的英国同胞乔治·圣莱杰·格伦费尔上校和爱尔兰出生的帕特里克·克莱伯恩将军的陪同下考察了当地部队。 在第二天前往查尔斯顿之前，他还参加了布拉格将军的洗礼，并且目睹了联邦军和邦联军队在城外发生的小规模冲突。 

## 前往里士满
弗里曼特尔中校这时越来越渴望前往邦联首都里士满，并从那里找到北弗吉尼亚军团的去向，他打算与该军团一起旅行一段时间。他从田纳西州出发，途径奥古斯塔和亚特兰大，然后于 6 月 8 日抵达战争的发源地南卡罗来纳州查尔斯顿。这位英国访客兴奋地考察了该市的防御工事，并在那里一直待到6月15日，在南卡罗来纳州第一军区司令罗斯威尔·S·里普利将军的陪同下他考察了萨姆特堡并参观了莫里斯岛。 在此期间，弗里曼特尔还见到了PGT Beauregard将军，以及来自Raphael Semmes船长的 CSS萨姆特的一名船员，弗里曼特尔第一次见到他们是1862 年在直布罗陀。
在前往里士满的途中，弗里曼特尔经过北卡罗来纳州威尔明顿和弗吉尼亚州彼得斯堡，在离开查尔斯顿两天后抵达南部邦联首都。抵达当天，他获准会见南方邦联国务卿犹大·P·本杰明。 在接见期间，本杰明向弗里曼特尔保证，英国在外交上承认邦联会在没有更多流血的情况下结束战争，尽管这位英国军官担心联邦可能入侵加拿大。本杰明还向他的客人抱怨《泰晤士报》前记者威廉·霍华德·拉塞尔揭露他的赌博习惯。本杰明随后带弗里曼特尔去见杰斐逊·戴维斯总统，并与他交谈了一个小时。从弗里曼特尔的叙述中，可以得出这样的结论：南方邦联领导人可能一直试图在外交干预问题上给英国访客留下深刻印象，而没有真正考虑到他缺乏这样做的权力。 
为了尽早找到李将军的军队， 6 月 18 日弗里曼特尔拜访了邦联的战争部长詹姆斯·塞登，并且从他那里获得了给李将军和朗斯特里特将军的介绍信。 两天后，弗里曼特尔离开里士满。6 月 21 日他遇到了威廉·多尔西·彭德将军的师，一天后他到达李在贝里维尔的总部。 
在这里，弗里曼特尔遇到了接下来两周将成为他同伴的人。其中包括接替拉塞尔的《泰晤士报》记者弗朗西斯·查尔斯·劳利、奥地利骑兵军官菲茨杰拉德·罗斯上尉和普鲁士陆军工程师贾斯图斯·沙伊伯特上尉，后者被政府派去视察南部邦联的防御工事。 这四人的记述是外国人对葛底斯堡战役和战役最有启发性的记述。 

## 葛底斯堡
6 月 27 日，弗里曼特尔中校向朗斯特里特将军进行了自我介绍，这是一次至关重要的会议，因为弗里曼特尔能够在与将军及其幕僚近距离观察穿过马里兰州和宾夕法尼亚州的进展情况。除了其他外国观察员之外，弗里曼特尔还与朗斯特里特的一些参谋人员熟悉，包括吉尔伯特·莫克斯利·索雷尔、托马斯·戈雷以及医务人员卡伦医生和莫里医生。作为中立观察员，弗里曼特尔被允许进入宾夕法尼亚州钱伯斯堡镇，根据李将军的命令，大多数士兵和军官禁止进入该镇。 
6月30日，弗里曼特尔首次会见著名的北弗吉尼亚军团司令，并从朗斯特里特处得知，乔治·米德将军已接替约瑟夫·胡克担任波托马克军团司令。在营地里，弗里曼特尔向参谋人员谈论了不久的将来发生战斗的可能性。第二天，炮火声提醒英国来访者，两军确实相遇了。根据弗里曼特尔的日记，一名间谍（大概是亨利·托马斯·哈里森）通知该军团，联邦军队在葛底斯堡周围大量集中。在与联邦囚犯交谈时，弗里曼特尔遇到了安布罗斯·鲍威尔·希尔将军，他抱怨生病了。 晚上晚些时候，当联邦军队在公墓岭整编时，弗里曼特尔爬上一棵树观察最后的战斗，然后再次与朗斯特里特协商第二天的行动。 
7月2日，四名外国观察员于凌晨5时返回战场。 上午，正好见证了李将军、朗斯特里特将军、希尔将军、约翰贝尔胡德将军和亨利赫斯将军的会面。弗里曼特尔再次爬上树看看发生了什么，这次是在沙伯特上尉的陪伴下。在巡视南方联盟防线后，弗里曼特尔于 2 点左右返回该位置。 下午听取了朗斯特里特将军的建议，但令人沮丧的是，袭击直到下午 4 点之后才发生 下午。英国人第一次听到“叛军呐喊”，以及南方邦联乐队在战斗的喧嚣中演奏波尔卡舞和华尔兹舞曲。当天晚上，观察员们收到了胡德将军受伤以及威廉·巴克斯代尔将军死亡的消息。 
7 月 3 日上午，罗斯上尉和弗里曼特尔上校视察了葛底斯堡镇，打算前往神学院的圆顶，两天前这里曾被约翰·布福德将军用作制高点。联邦轰炸的开始让两名观察员停了下来，因此他们在下午早些时候返回了朗斯特里特的总部。弗里曼特尔独自一人发现将军坐在小栅栏上。弗里曼特尔认为战斗才刚刚开始，他对朗斯特里特评论说，他“无论如何都不会错过这场战斗”。朗斯特里特平淡地向他的客人指出，进攻已经开始，并且已经被击退。朗斯特里特询问弗里曼特尔是否有什么可喝的，英国人向将军赠送了他的银色酒壶。 
弗里曼特尔遇到李时，他正在集结和安抚战败的士兵，并试图在预期的联邦军队的反击之前集结他的军队。然而，联邦军队并未反击。弗里曼特尔与其余的邦联军队于 7 月 4 日夜间开始撤退。当军队撤回马里兰州时，弗里曼特尔遇到了骑兵指挥官杰布·斯图尔特，他在之前的战斗中缺席，致使李失去了宝贵的情报。 7 月 7 日，弗里曼特尔告别了朗斯特里特和他的工作人员，打算跨越联邦军队前线前往纽约市。拉特罗布少校临别时的一句话并没有让他安心：“你可以打赌，他会因为间谍而被捕”。 朗斯特里特对弗里曼特尔的能力更有信心，他告诉他的助手，由于弗里曼特尔曾经成功穿越德克萨斯州的无法无天的地区，跨越联邦前线对他来说不会有什么困难。 
两天后，在黑格斯敦，弗里曼特尔离开劳利和罗斯，前往联邦军。 尽管最初有怀疑，弗里曼特尔还是让本杰明·富兰克林·凯利将军相信他不是间谍，甚至向这名军官出示了李将军的通行证，证明弗里曼特尔的中立地位。 

## 纽约和征兵骚乱
弗里曼特尔的通道得到保障后，于 7 月 12 日晚乘火车抵达纽约市，并预订了第五大道酒店。 
第二天，弗里曼特尔沿着百老汇大街散步。回到酒店后，他发现店主提前关上了百叶窗，然后注意到几栋建筑物起火了。消防车已经出现，但人群不允许使用它们。弗里曼特尔越来越感到震惊，他看到一名黑人青年被暴徒追赶，最终在一群士兵的庇护下找到了避难所，这引起了聚集抗议者的厌恶。英国人感到困惑，他问一名旁观者，为什么人群对黑人的仇恨如此强烈。作为回应，他被告知他们是“所有这些麻烦的原因”。 
事实上，纽约市征兵骚乱（1863 年 7 月 13 日至 16 日），美国历史上最暴力的叛乱已经开始，并最终演变成一场反黑人大屠杀。一天后，弗里曼特尔指出，暴徒的活动正在恶化，警察和暴徒之间的战斗现在在街上发生。一名英国船长报告说，暴民强行登上他的船并殴打他的黑人船员，迫使一艘法国军舰威胁对任何针对外国船只的袭击采取暴力行动。 

## 返回英国
7月15日，在城市大部分地区充满暴力和恐怖的情况下，弗里曼特尔登上了SS China号，开始了返回英国的航程。 
返回英国后，不断有朋友和同事询问年轻的弗里曼特尔中校有关南部邦联局势的真实情况，因为在英国只能看到联邦的报纸。受到这些咨询的鼓励，弗里曼特尔根据他在南方逗留期间保留的日记，写了一本关于他在美国的经历的书《南方各州的三个月》 。这本书于 1864 年出版，在英国和联邦都很受欢迎，甚至由 SH Goetzel & Co. 在莫比尔印刷，陷入困境的南方人也热切地阅读这本书，因为他们想看看外国人是如何看待他们的斗争的。 

## 晚年生活和事业
弗里曼特尔返回英国后不久就结婚了，并在他的军团服役直到 1880 年，服役 28 年因为没有参加任何战事，他领取半薪。然而，次年，他晋升为少将，并被任命为英国陆军总司令剑桥公爵乔治王子的副官。 
英国对英埃联军在苏丹与马赫迪军队作战所遭受的灾难（奥贝德战役；第一次特卜战役）感到不安。弗里曼特尔被派往苏丹，暂时担任萨瓦金港的驻军指挥官。 
当格雷厄姆将军打算镇压马赫迪派奥斯曼·迪格纳时，弗里曼特尔跟随格雷厄姆将军进行内陆突袭。弗里曼特尔指挥近卫旅，因此参加了残酷的塔迈战役。 
喀土穆陷落和英国人离开苏丹后，弗里曼特尔在开罗短暂停留，然后于 1886 年返回英国，在陆军部担任负责民兵、志愿骑兵和志愿者的副副官。 1893 年 2 月，他成为苏格兰总司令，但任职时间还不到一年。 

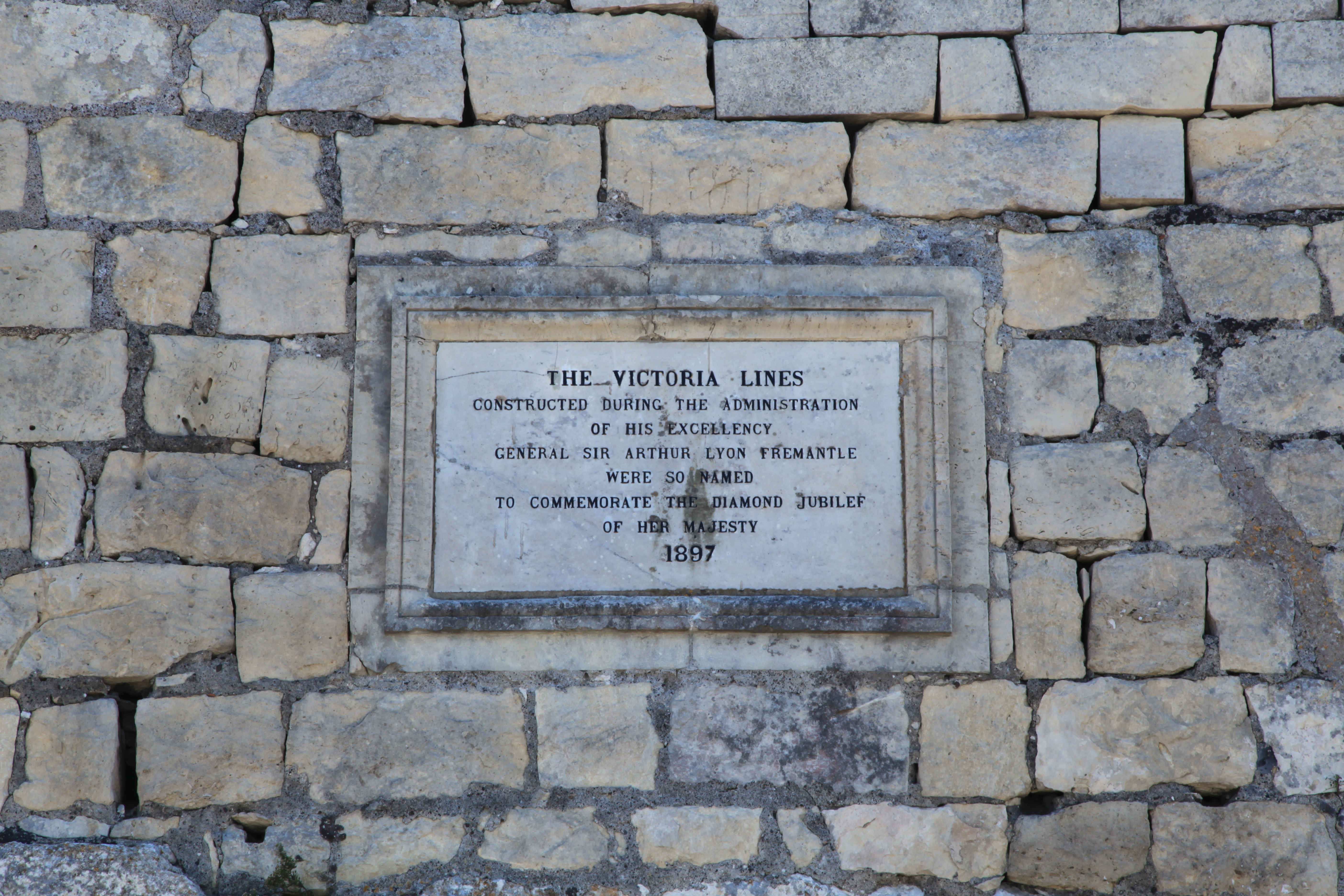
马耳他莫斯塔维多利亚防线上的一块牌匾，上面提到了弗里曼特尔总督

1894 年 1 月，弗里曼特尔被任命为马耳他总督，在职业巅峰结束了职业生涯。在岛上期间，弗里曼特尔是一位受欢迎的总督。他主持政治决策，例如异族通婚和非天主教婚姻问题，以及向马耳他教会当局支付拿破仑战争赔款的问题。 1897年，弗里曼特尔将正在建设的防御工事重新命名为维多利亚防线，以纪念维多利亚女王登基五十周年。 1898 年 11 月，他接待了来访的德皇威廉二世，威廉二世乘坐他的私人游艇霍亨索伦号抵达瓦莱塔。在那里弗里曼特尔总督与德国皇帝一起共进了晚餐。 
1899年，阿瑟·弗里曼特尔中将结束在马耳他的任期后返回英国。 1900 年 3 月 7 日他被授予了圣约翰骑士勋章。
作为皇家游艇中队的成员，弗里曼特尔将军于 1901 年 9 月 25 日在中队总部，位于怀特岛的考斯城堡因哮喘并发症去世，享年 65 岁。他的后代在他葬礼一百周年之际，和来自美国的内战重演者在布莱顿附近的伍德维尔公墓为纪念他的坟墓修复举行了仪式。 

## 遗产
尽管这本书当时是畅销书，但南部邦联的最终失败导致英国人对 1865 年之后的内战日记（包括弗里曼特尔的日记）的兴趣急剧下降。然而，1952 年，历史学家沃尔特·洛德 (Walter Lord)出版了《南方各州三个月》的修订版，更名为《弗里曼特尔日记》 ，其中包含编辑的介绍和详细的参考资料。 

## 在大众媒体上
与其他观察家相比，弗里曼特尔的名气经久不衰，部分原因可能是他在内战文学和电影中所扮演的角色，这要归功于迈克尔·沙拉的历史小说《杀手天使》的成功。这部小说于 1974 年出版，讲述了葛底斯堡战役的事件过程以及交战对一些主要人物的影响，其中包括朗斯特里特将军和李将军，以及约书亚·劳伦斯·张伯伦上校和约翰·布福德将军。沙拉写这部小说的主要研究来源材料包括参与或亲历这场战役的人物的日记、信件和信件。 
1993 年，根据沙拉的小说改编的电影《葛底斯堡》中，弗里曼特尔中校由詹姆斯·兰卡斯特饰演。他的性格与书中变化不大，再次与朗斯特里特将军和他的军官就南部邦联与英国的关系进行了重要讨论。 然而，他的外表与现实有很大不同：在电影中，他穿着猩红色的英国制服，喝着瓷杯里的茶，而在非官方身份中，他穿着“灰色射击服”，像这个国家的许多其他人一样粗糙。 
1993 年以来，罗杰·休斯 (Roger Hughes) 在历史重演中多次扮演弗里曼特尔 (Fremantle)。他还领导了 2001 年修复在布莱顿的弗里曼特尔坟墓的工作。休斯还维护着一个网站，提供有关弗里曼特尔、他的家人、他的旅行和内战重演的大量信息。 

## 进一步阅读
- 詹姆斯·朗斯特里特， 《从马纳萨斯到阿波马托克斯：美国内战回忆录》 ，JB Lippincott and Co.，1896 年，（由 Da Capo Press 重印）ISBN 0-306-80464-6 。
- Lonn, Ella， 《联邦中的外国人》 ，北卡罗来纳大学出版社，1940 年，（2002 年重印），ISBN 0-8078-5400-X 。

Template:Gettysburg figuresTemplate:Governors of Malta